# Andrij Dželep
Andrij Jaroslavovyč Dželep (in ucraino Андрій Ярославович Джелеп?; Tulukiv, 23 gennaio 2000) è un lottatore ucraino, specializzato nella lotta libera. È stato vicecampione continentale agli europei di Varsavia 2021, dove è rimasto sconfitto in finale dal russo Abasgadži Magomedov nel torneo dei 61 chilogrammi.

## Palmarès
| Anno | Manifestazione   | Sede      | Evento | Risultato | Note |
| ---- | ---------------- | --------- | ------ | --------- | ---- |
| 2015 | Europei cadetti  | Subotica  | 46 kg  | 16º       |      |
| 2016 | Europei cadetti  | Stoccolma | 54 kg  | 13º       |      |
| 2016 | Mondiali cadetti | Tbilisi   | 54 kg  | Oro       |      |
| 2017 | Europei cadetti  | Sarajevo  | 54 kg  | Oro       |      |
| 2018 | Europei junior   | Roma      | 57 kg  | Argento   |      |
| 2018 | Mondiali junior  | Trnava    | 57 kg  | 13º       |      |
| 2019 | Mondiali junior  | Tallinn   | 61 kg  | Argento   |      |
| 2021 | Europei          | Varsavia  | 61 kg  | Argento   |      |

## Altre competizioni internazionali
2021
- Argento nei 61 kg al Torneo Internazionale Ucraino ( Kiev)